# 施泰因 (聖加侖州)
施泰因（德語：Stein，德語發音：[ʃtaɪ̯n] ⓘ）是瑞士聖加侖州的一个旧市镇，位於該國東北部，面積12.24平方公里，海拔高度838米，截至2011年总人口为374人。2013年1月1日，施泰因并入市镇内斯劳。

## 外部連結
- Official website （页面存档备份，存于） （德文）